# Lucas Monzón
Lucas Gabriel Monzón Lemos, noto semplicemente come Lucas Monzón (Jaguarão, 29 settembre 2001), è un calciatore brasiliano naturalizzato uruguaiano, difensore del Racing Montevideo.

## Caratteristiche tecniche
È un difensore centrale.

## Carriera
Cresciuto nel settore giovanile del Danubio, ha esordito in prima squadra il 14 agosto 2020 disputando l'incontro di Primera División Profesional vinto 2-0 contro il Montevideo City Torque.